# Nevoy
Nevoy település Franciaországban, Loiret megyében. Lakosainak száma 1160 fő (2022. január 1.). Nevoy Les Choux, Dampierre-en-Burly, Gien, Poilly-lez-Gien és Saint-Gondon községekkel határos.

## Népesség
A település népességének változása:
| Lakosok száma | 545  | 702  | 1007 | 1100 | 1178 | 1181 | 1171 | 1167 | 1164 | 1160 |
|               | 1968 | 1982 | 1990 | 2006 | 2013 | 2015 | 2017 | 2019 | 2020 | 2022 |